# Soleil et Ombre
Soleil et Ombre est un film muet français réalisé par Jaime De Lasuen et Musidora, sorti en 1922. Musidora en est également productrice et co-scénariste.

## Synopsis
Une cartomancienne retourne une carte fatidique ; Juana rejoint son fiancé torero, qui est séduit par une jolie étrangère blonde. Il est blessé pendant la corrida, et Juana est à la fois inquiète et jalouse.

## Fiche technique
- Titre espagnol : Sol y Sombra
- Réalisation : Jaime De Lasuen (Jacques Lasseyne), Musidora et José Sobrado de Onega.
- Scénario : Musidora, María Star d'après sa nouvelle L'Espagnole.
- Photographie : Frank Danian
- Montage : Nini Bonnefoy
- Musique : Jacques Roques
- Société de production : Société des Films Musidora
- Format : Noir et blanc — 35 mm — 1,33:1 — Muet
- Durée : 43 minutes[2] ou 52 minutes[3].
- Date de sortie : 
  - France : 1922

## Distribution
- Musidora : Juana / La blonde étrangère
- Antonio Cañero : le fiancé de Juana
- Simone Cynthia : La Boba
- Miguel Sánchez
- Paul Vermoyal : l'antiquaire

## Production
Le film, produit par Musidora, a été tourné à Tolède et en Andalousie.